# Доживљаји малог Ђокице (представа)
Доживљаји малог Ђокице је позоришна представа коју је режирао Зоран Ратковић према тексту Јованa Ристићa и Михаила Тошића.
Представа је реализована у продукцији позоришта ДАДОВ, као четврта премијера омладинског позоришта.
Премијерно приказивање било је 28. децембра 1959. у Дому културе „Божидар Аџија”.

## Улоге
| Лица           | Глумци                                        |
| -------------- | --------------------------------------------- |
| Шериф          | Јован Ристић                                  |
| Бранилац       | Михајло Павличић                              |
| Ђокица         | Вук Стамболовић                               |
| Џон Пиплфокс   | Милош Жутић                                   |
| Ритер          | Бранислав Урошевић                            |
| Верно весло    | Слободан Перовић                              |
| Хивијана       | Јелисавета Саблић                             |
| Тинка Планинка | Свјетлана Ракић                               |
| Факир          | Војислав Васић                                |
| Професор       | Томислав Лутовац                              |
| Џумбус Џејн    | Марија Манојлов                               |
| Жика рок       | Србољуб Милин                                 |
| Прва девојка   | Мирјана Радојловић                            |
| Друга девојка  | Ружица Ковачевић                              |
| Трећа девојка  | Олга Шоргић                                   |
| Глас аждаје    | Томислав Лутовац Зоран Ратковић Михаило Тошић |